# Mykoła Ołeszczuk
Mykoła Mykołajowycz Ołeszczuk (ukr. Микола Миколайович Олещук, ur. 25 maja 1972 w Łucku) – ukraiński wojskowy, generał porucznik, dowódca Sił Powietrznych (2021–2024). Bohater Ukrainy (2022).

## Życiorys
Urodził się 25 maja 1972 roku w Łucku na Wołyniu.
Do roku 1994 edukował się w dziedzinie systemów radioelektronicznych specjalnego przeznaczenia w Żytomierskim Instytucie Wojskowym im. Siergieja Korolowa. W roku 2004 ukończył z wyróżnieniem Charkowski Uniwersytet Narodowy im. Wasyla Karazina, a w roku 2010 Narodowy Uniwersytet Obrony Ukrainy im. Iwana Czerniachowskiego w Kijowie. Podczas służby w Siłach Powietrznych Sił Zbrojnych Ukrainy wyspecjalizował się w obsłudze systemów obrony przeciwlotniczej i przeciwrakietowej z serii S-300.
9 sierpnia 2021 roku Ołeszczuka mianowano dowódcą Sił Powietrznych Sił Zbrojnych Ukrainy. 14 października został natomiast awansowany do stopnia generała porucznika.
W grudniu 2023 roku Ministerstwo Spraw Wewnętrznych Federacji Rosyjskiej umieściło Ołeszczuka na liście osób poszukiwanych w związku z organizacją ataków dronów na cele w Rosji, określone mianem „terrorystycznych”.
26 sierpnia 2024 roku Sztab Generalny Sił Zbrojnych Ukrainy poinformował o utracie pierwszego przekazanego przez zachodnich partnerów samolotu F-16, maszyna rozbiła się, śmierć poniósł też kierujący nią Ołeksij Meś. Meś był jednym z zaledwie sześciu ukraińskich pilotów, którzy przeszli pełne, dwuletnie szkolenie w obsłudze tych maszyn. Do zdarzenia doszło podczas próby przechwycenia czterech pocisków manewrujących, według doniesień prasowych F-16 nie został jednak zestrzelony przez siły rosyjskie, a prawdopodobną przyczyną katastrofy był błąd pilota. Mimo to Mariana Bezuhła, posłanka (dawniej z ramienia Sługi Ludu) oskarżyła lotnictwo, że za zestrzelenie samolotu Mesia odpowiada ukraińska obrona przeciwlotnicza, podczas gdy dowództwo Sił Powietrznych tuszuje tę sprawę, stwierdziła też, że „kultura kłamstw prowadzi nas do porażki”. W odpowiedzi Ołeszczuk wydał gniewne oświadczenie, którego fragment brzmiał:
Ale jest to obojętne ludziom, którzy wybrali Marianę Bezuhłę jako narzędzie dyskredytacji najwyższego dowództwa wojskowego. Wieszanie psów na armii nie pomoże. Mariana, nadejdzie czas, że przed całą armią poprosisz o przebaczenie za to, co zrobiłaś, mam nadzieję, że w sądzie. Po raz kolejny zostałaś głównym przekaźnikiem propagandy wroga i bijesz wszelkie rekordy w rosyjskiej telewizji! Cała Rosja ci kibicuje.
Bezuhła od dłuższego czasu bardzo ostro krytykowała dowództwo ukraińskie, między innymi Naczelnych Dowódców Załużnego i Syrskiego oraz dowódcę Połączonych Sił Sodola, co wzbudzało ostry sprzeciw zarówno partyjnych kolegów, jak i opozycjonistów, którzy wspólnie zagłosowali za usunięciem jej ze stanowiska wiceprzewodniczącego Komisji Bezpieczeństwa Narodowego, Obrony i Wywiadu.
30 sierpnia 2024 roku Ołeszczuk został odwołany ze stanowiska przez prezydenta Ukrainy Wołodymyra Zełenskiego. W jego miejsce pełniącym obowiązki dowódcy Sił Powietrznych Sił Zbrojnych Ukrainy został Anatolij Krywonożko. Do informacji publicznej nie podano, czy dymisja jest powiązana ze sprawą Mesia, równocześnie podejrzenia, że za zniszczeniem maszyny stała ukraińska obrona przeciwlotnicza stawały się coraz powszechniejsze. Jeszcze w lutym 2025 roku sprawa była przedmiotem dochodzenia mającego wyjaśnić jak doszło do śmierci lotnika.

## Galeria

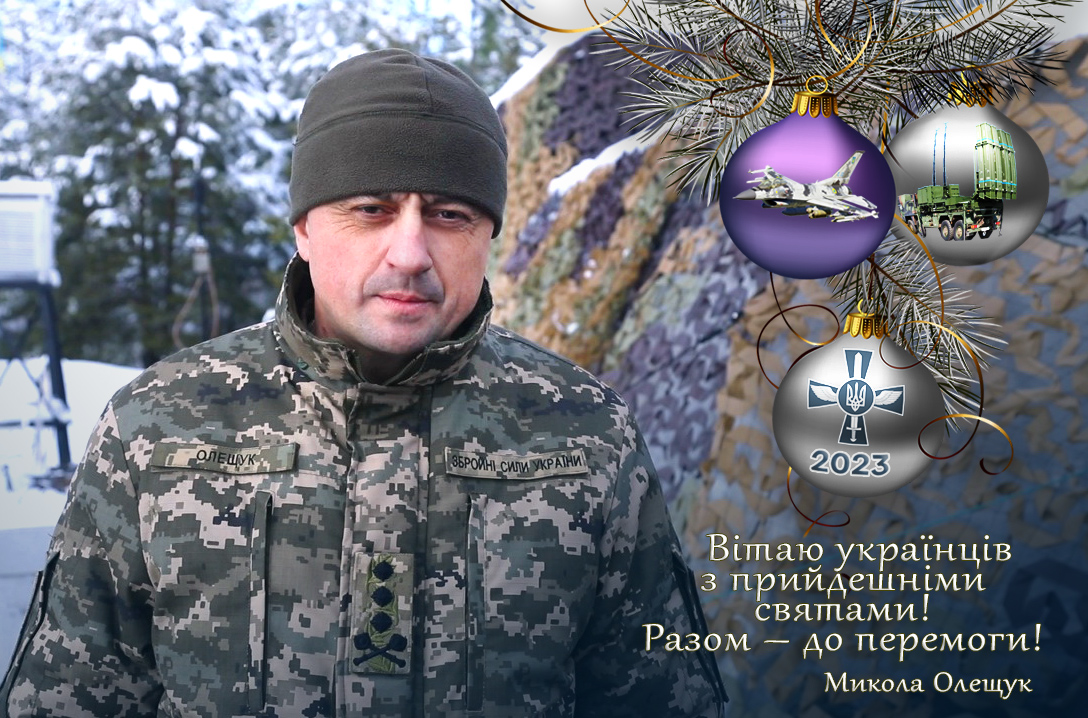
Kartka noworoczna Sił Powietrznych Sił Zbrojnych Ukrainy wyemitowana 31 grudnia 2022 roku
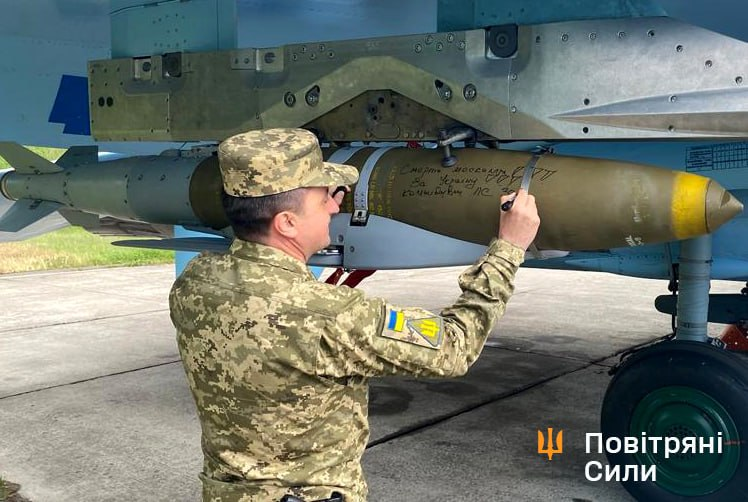
Ołeszczuk podpisuje bombę JDAM, 23 sierpnia 2023 roku

## Odznaczenia i wyróżnienia
- Bohater Ukrainy Złotej Gwiazdy[14]
- Order Bohdana Chmielnickiego III klasy[15]
- Oficer Legii Honorowej (Francja, 2025)[16]